# 斯巴達鎮區 (內布拉斯加州諾克斯縣)
斯巴達鎮區（英語：Sparta Township）是位於美國內布拉斯加州諾克斯縣的一個行政鎮區。

## 地方資料
斯巴達鎮區的面積為91.01平方千米，當中陸地面積為90.22平方千米，而水域面積為0.79平方千米。根據2020年美國人口普查的數據，當地共有人口67人，而人口密度為每平方千米0.74人。